# Rich Hall
Rich Hall (ur. 10 czerwca 1954) – amerykański komik, pisarz, dramaturg i muzyk, półkrwi Czirokez, znany z goszczenia w programach panelowych (QI) i rozrywkowych (Saturday Night Live, Late Show with David Letterman). Mieszka i pracuje w Londynie wraz z żoną Karen i córką Dixie Rae.